# Vesperus sanzi
Vesperus sanzi är en skalbaggsart som beskrevs av Edmund Reitter 1895. Vesperus sanzi ingår i släktet Vesperus och familjen långhorningar.
Artens utbredningsområde är Portugal. Inga underarter finns listade i Catalogue of Life.